# Galavant
Galavant ist eine US-amerikanische Musical-Comedy-Serie mit Fantasy und Märchen-Elementen der Walt Disney Company, welche im Vereinigten Königreich produziert wurde. Die Erstausstrahlung erfolgte am 4. Januar 2015 beim Sender ABC. Die deutschsprachige Erstausstrahlung erfolgte am 2. März 2017 auf dem Free-TV-Sender Disney Channel.

## Inhalt
Hauptfigur der Serie ist der namensgebende Ritter Galavant, der seine Geliebte Madalena aus den Fängen König Richards befreien will. Madalena möchte jedoch ihre neue Stellung als Königin mit all dem Reichtum nicht aufgeben und schickt Galavant mit gebrochenem Herzen wieder zurück. 
Die erste Staffel beginnt damit, dass Prinzessin Isabella von Valencia Galavant bittet, ihr Königreich aus den Fängen von Königin Madalena und König Richard zu befreien.

## Besetzung
Die Synchronisation der Serie wurde bei der SDI Media Germany unter der Dialogregie von Johannes Deny erstellt.
| Rolle                                                   | Darsteller          | Synchronsprecher |
| ------------------------------------------------------- | ------------------- | ---------------- |
| Sir Gary Galavant                                       | Joshua Sasse        | Patrick Schröder |
| König Richard                                           | Timothy Omundson    | Matthias Klie    |
| Gareth                                                  | Vinnie Jones        | Thomas Wenke     |
| Königin Madalena                                        | Mallory Jansen      | Maren Rainer     |
| Prinzessin Isabella Maria Lucia Elizabetta von Valencia | Karen David         | Farina Brock     |
| Sid                                                     | Luke Youngblood     | Tim Schwarzmaier |
| Steve Mackenzie / Hofnarr                               | Ben Presley         | Max Felder       |
| König von Valencia                                      | Stanley Townsend    | Walter von Hauff |
| Königin von Valencia                                    | Genevieve Allenbury | Dagmar Dempe     |
| Sir Jean Hamm                                           | John Stamos         | Josef Vossenkuhl |
| Piratenkönig                                            | Hugh Bonneville     | Kai Taschner     |
| Xanax                                                   | Ricky Gervais       | Matthias Kupfer  |

## Episodenliste

### Staffel 1
| Nr. (ges.) | Nr. (St.) | Deutscher Titel                    | Originaltitel              | Erstausstrahlung USA | Deutschsprachige Erstausstrahlung (D) | Regie            | Drehbuch                      |
| ---------- | --------- | ---------------------------------- | -------------------------- | -------------------- | ------------------------------------- | ---------------- | ----------------------------- |
| 1          | 1         | Königs Lust, Ritters Frust         | Pilot                      | 4. Jan. 2015         | 2. März 2017                          | Chris Koch       | Dan Fogelman                  |
| 2          | 2         | Pantoffel- und andere Helden       | Joust Friends              | 4. Jan. 2015         | 2. März 2017                          | Chris Koch       | Dan Fogelman                  |
| 3          | 3         | Kleine Lügen, großes Theater       | Two Balls                  | 11. Jan. 2015        | 9. März 2017                          | Chris Koch       | Dan Fogelman                  |
| 4          | 4         | Schrecken der Sieben Ufer          | Comedy Gold                | 11. Jan. 2015        | 9. März 2017                          | John Fortenberry | Kat Likkel & John Hoberg      |
| 5          | 5         | Mönche, Mordlust, Madalena         | Completely Mad ...Alena    | 18. Jan. 2015        | 16. März 2017                         | John Fortenberry | Casey Johnson & David Windsor |
| 6          | 6         | Im Kerker sind noch Zimmer frei    | Dungeons and Dragon Lady   | 18. Jan. 2015        | 16. März 2017                         | James Griffiths  | Kirker Butler                 |
| 7          | 7         | Augenblick, wo bleibt mein Moment? | My Cousin Izzy             | 25. Jan. 2015        | 23. März 2017                         | Chris Koch       | Scott Weinger                 |
| 8          | 8         | Tyrannenmord.versuch               | It's All in the Executions | 25. Jan. 2015        | 23. März 2017                         | Chris Koch       | Kristin Newman                |

### Staffel 2
| Nr. (ges.) | Nr. (St.) | Deutscher Titel | Originaltitel                              | Erstausstrahlung USA | Deutschsprachige Erstausstrahlung (D) | Regie            | Drehbuch                     |
| ---------- | --------- | --------------- | ------------------------------------------ | -------------------- | ------------------------------------- | ---------------- | ---------------------------- |
| 9          | 1         | -               | A New Season aka Suck It Cancellation Bear | 3. Jan. 2016         | -                                     | John Fortenberry | Dan Fogelman                 |
| 10         | 2         | -               | World's Best Kiss                          | 3. Jan. 2016         | -                                     | John Fortenberry | Kat Likkel & John Hoberg     |
| 11         | 3         | -               | Aw, Hell, the King                         | 10. Jan. 2016        | -                                     | Declan Lowney    | Kat Likkel & John Hoberg     |
| 12         | 4         | -               | Bewitched, Bothered, and Belittled         | 10. Jan. 2016        | -                                     | John Fortenberry | Maggie Bandur                |
| 13         | 5         | -               | Giants vs. Dwarves                         | 17. Jan. 2016        | -                                     | Declan Lowney    | Dan Kopelman                 |
| 14         | 6         | -               | About Last Knight                          | 17. Jan. 2016        | -                                     | Paul Murphy      | Scott Weinger                |
| 15         | 7         | -               | Love and Death                             | 24. Jan. 2016        | -                                     | Paul Murphy      | Robin Shorr                  |
| 16         | 8         | -               | Do the D'DEW                               | 24. Jan. 2016        | -                                     | Chris Koch       | Jeremy Hall                  |
| 17         | 9         | -               | Battle of the Three Armies                 | 31. Jan. 2016        | -                                     | John Fortenberry | Rick Wiener & Kenny Schwartz |
| 18         | 10        | -               | The One True King (To Unite Them All)      | 31. Jan. 2016        | -                                     | John Fortenberry | Rick Wiener & Kenny Schwartz |